# Nachal Jachmaj
Nachal Jachmaj (hebrejsky: נחל יחמי) je krátké vádí v severním Izraeli, poblíž údolí řeky Jordán.
Začíná v nadmořské výšce okolo 0 metrů na jižních svazích náhorní planiny Ramat Kochav, jež je východní výspou vysočiny Ramot Jisachar. Vádí směřuje k jihu, míjí lokalitu Chirbet Jachmaj (חרבת יחמי), sestupuje po prudkých, bezlesých svazích a ústí do vádí Nachal Jisachar, nedaleko od okraje příkopové propadliny u řeky Jordán.